# Denkō-roku
Denkō-roku (jap. 傳光錄 pol. Zapiski o przekazywaniu światła) – japoński tekst buddyjski. Pełny tytuł: Keizan oshō denkō-roku (jap. 瑩山和尚傳光錄 pol. Zapiski mistrza Keizana o przekazywaniu światła).
Autorem tego dzieła jest mistrz zen, czwarty patriarcha szkoły sōtō po Dōgenie, Keizan Jōkin znany także jako Keizan Zenji (瑩山 禅師, 1268–1325). Składa się ono z 53 tekstów o Buddzie, patriarchach zen, mistrzach chan i mistrzach zen zebranych przez niego jak i jego uczniów.
Tekst został przetłumaczony na język angielski przez Thomasa Cleary'ego w 1990 r. jako Transmission of Light.
Bibliografia:
- Keizan Jokin. Transmission of Light. Weatherhill. Nowy Jork, 1992 ISBN 0-8348-0262-7
- Red. Stephan Schuhmacher i Gert Woerner. The Encyclopedia of Eastern Philosophy and Religion. Shambala. Boston, 1989 ISBN 0-87773-433-X